# Regió Sanitària Barcelona
La Regió Sanitària Barcelona (RSB), del Servei Català de la Salut, agrupa els municipis de les comarques metropolitanes i els deu districtes de la ciutat de Barcelona; concretament, els municipis de les comarques de l'Alt Penedès, Barcelonès, Baix Llobregat, Garraf, Maresme, Vallès Occidental i Vallès Oriental i, a Barcelona, els districtes de Ciutat Vella, Eixample, Gràcia, Horta-Guinardó, Les Corts, Nou Barris, Sant Andreu, Sant Martí, Sants-Montjuïc, Sarrià - Sant Gervasi.
Manté quatre seus: a Barcelona, l'Hospitalet de Llobregat, Badalona i Sant Cugat del Vallès.